# Morawinek (gromada)
Morawinek – dawna gromada, czyli najmniejsza jednostka podziału terytorialnego Polskiej Rzeczypospolitej Ludowej w latach 1954–1972.
Gromady, z gromadzkimi radami narodowymi (GRN) jako organami władzy najniższego stopnia na wsi, funkcjonowały od reformy reorganizującej administrację wiejską przeprowadzonej jesienią 1954 do momentu ich zniesienia z dniem 1 stycznia 1973, tym samym wypierając organizację gminną w latach 1954–1972.
Gromadę Morawinek z siedzibą GRN w Morawinku (dawnej wsi, obecnie w granicach Rejowca Fabrycznego) utworzono – jako jedną z 8759 gromad na obszarze Polski – w powiecie chełmskim w woj. lubelskim na mocy uchwały nr 7 WRN w Lublinie z dnia 5 października 1954. W skład jednostki weszły obszary dotychczasowych gromad Morawinek, Stajne kolonia, Stajne wieś i Majdan Stajne ze zniesionej gminy Rejowiec oraz obszar dotychczasowej gromady Krasne kolonia ze zniesionej gminy Pawłów w tymże powiecie. Dla gromady ustalono 26 członków gromadzkiej rady narodowej.
1 stycznia 1958 do gromady Morawinek włączono kolonię Siedliszczki ze zniesionej gromady Marynin w tymże powiecie, po czym gromadę Morawinek zniesiono w związku z nadaniem jej statusu osiedla, któremu nadano nazwę Rejowiec Fabryczny (status miasta Rejowiec Fabryczny otrzymał 18 lipca 1962).